# Casa Chabad

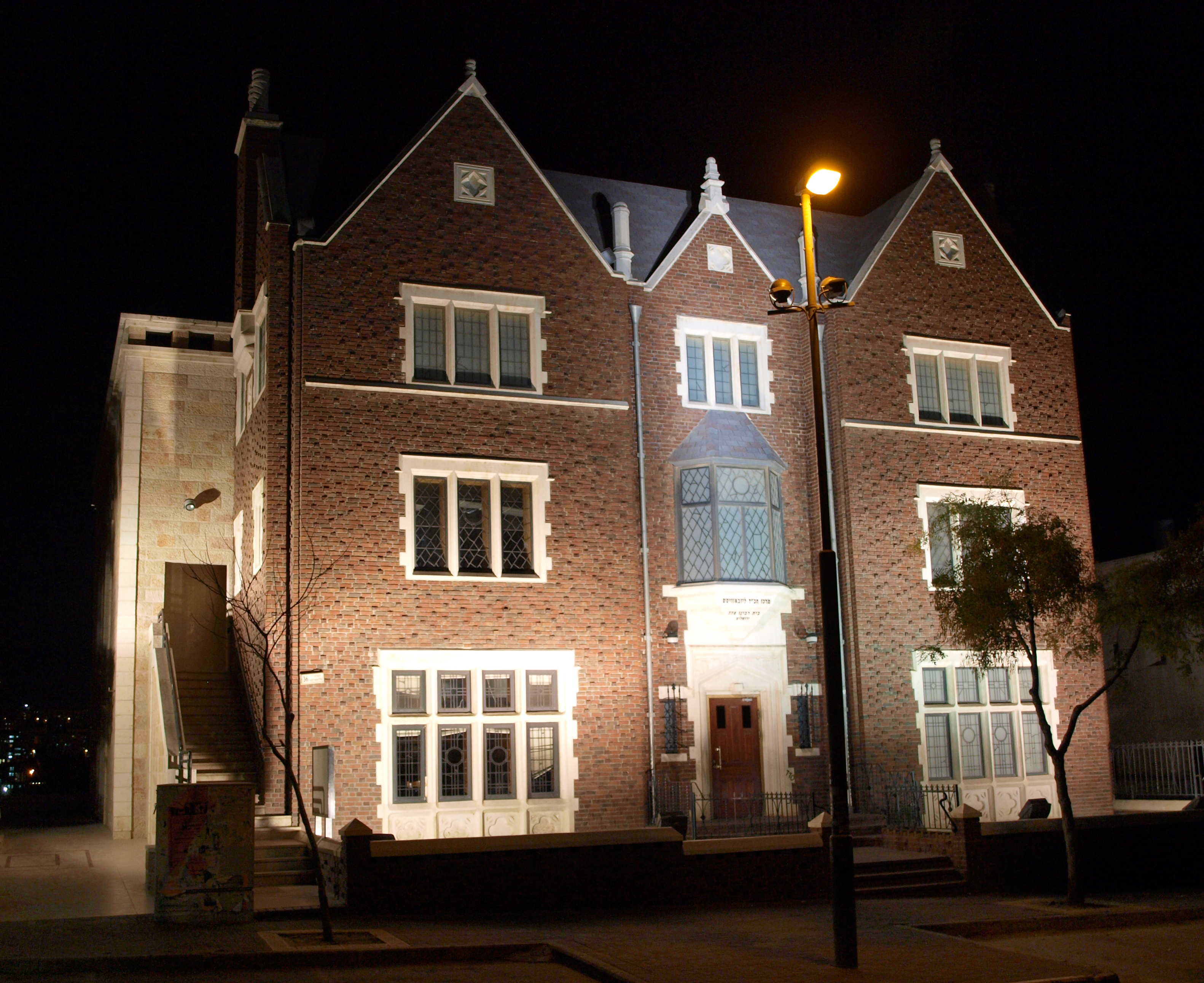
Casa Chabad situata a Ramat Shlomo, Gerusalemme; il quartier generale del movimento Chabad-Lubavitch a Brooklyn (770 Eastern Parkway) viene spesso preso come modello dai Lubavitcher nella costruzione di edifici e oggetti al servizio di Chabad.

Casa Chabad (in ebraico בית חב"ד‎?, inglese: Chabad House) è una istituzione che fa parte del movimento Chabad-Lubavitch, e serve principalmente come centro per la diffusione dell'ebraismo ortodosso di Chabad; viene impiegata anche come luogo di aggregazione per i Lubavitcher, cioè gli ebrei membri di Chabad. Le Case Chabad sono gestite dallo Shliach (emissario, inviato)  locale, inviato in un dato luogo dal Rebbe di Lubavitch, Menachem Mendel Schneerson, che ha fondato tutte le Case Chabad. Nelle case Chabad, lo Shliach e la Shlucha (il rabbino e sua moglie) organizzano programmi di accoglienza, attività e servizi per la comunità ebraica locale e per i turisti.
Queste istituzioni esistono oggi in tutto il mondo, e fungono da centri comunitari ebraici che provvedono attività educative e di sensibilizzazione per soddisfare le esigenze di tutta la comunità ebraica, a prescindere dal grado di osservanza religiosa. Ogni centro si propone di fornire un luogo accogliente e informale per conoscere e osservare l'ebraismo e offre un'atmosfera rilassante tale che tutti gli ebrei si sentono a proprio agio in occasione di eventi Chabad. Alcune Case sono nell'ambito o nelle vicinanze di campus universitari, altre invece si trovano altrove in città.
Le Case Chabad sono usualmente gestite da un rabbino Chabad e dalla rispettiva moglie (Rebbetzin), spesso con l'assistenza di giovani Chabad o, nel caso di case Chabad più sviluppate, con l'aiuto di una seconda o anche terza coppia di sposi.

## Servizi
Alcuni tipici programmi delle Case Chabad comprendono: visite ospedaliere e alle carceri, attività di vacanza come le "Sukkah Mobiles", cesti regalo per Chanukah e Purim, raduni e festival; servizi di consulenza e assistenza sociale; corsi di studi ebraici, conferenze e seminari; servizi specialistici di ebraismo; giornali periodici e pasti kosher. Si offrono anche corsi per non-ebrei sull'Alleanza noachica, in base alla Campagna Noachica di Rabbi Schneerson.

## Nelle università
Le Case Chabad nelle università spesso forniscono alloggi per studenti, assistenza sociale e centri di prevenzione della tossicodipendenza, uffici per attività studentesche, una sinagoga, un centro editoriale, una biblioteca, una sala da pranzo kosher, sale per studenti, e una zona computer. Questi impianti sono stati progettati con l'obiettivo di fornire un ambiente sociale sano per giovani donne e uomini ebrei all'interno dei campus universitari.

## Galleria d'immagini

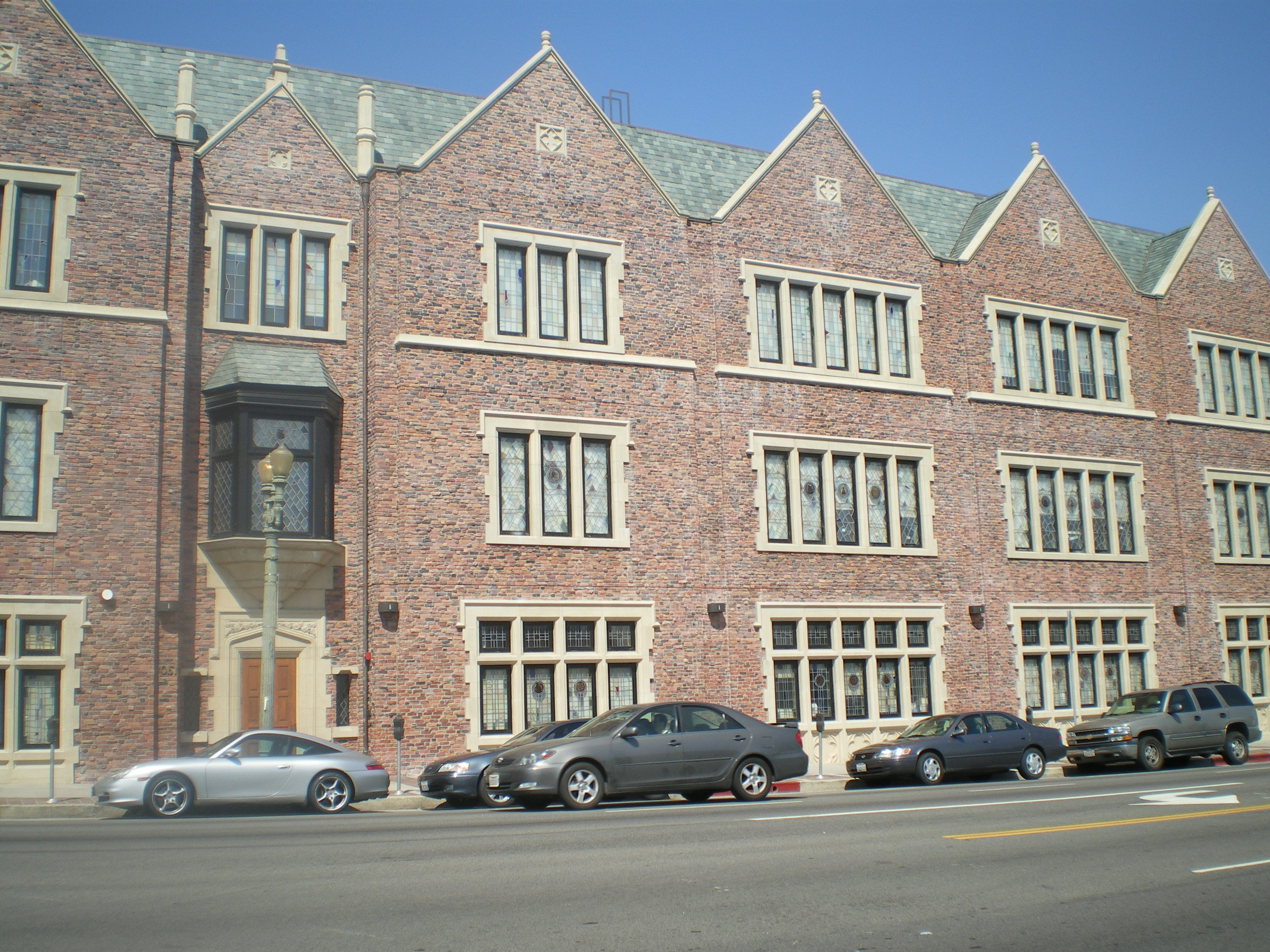
Casa Chabad Bais Sonia Gutte Campus, Los Angeles
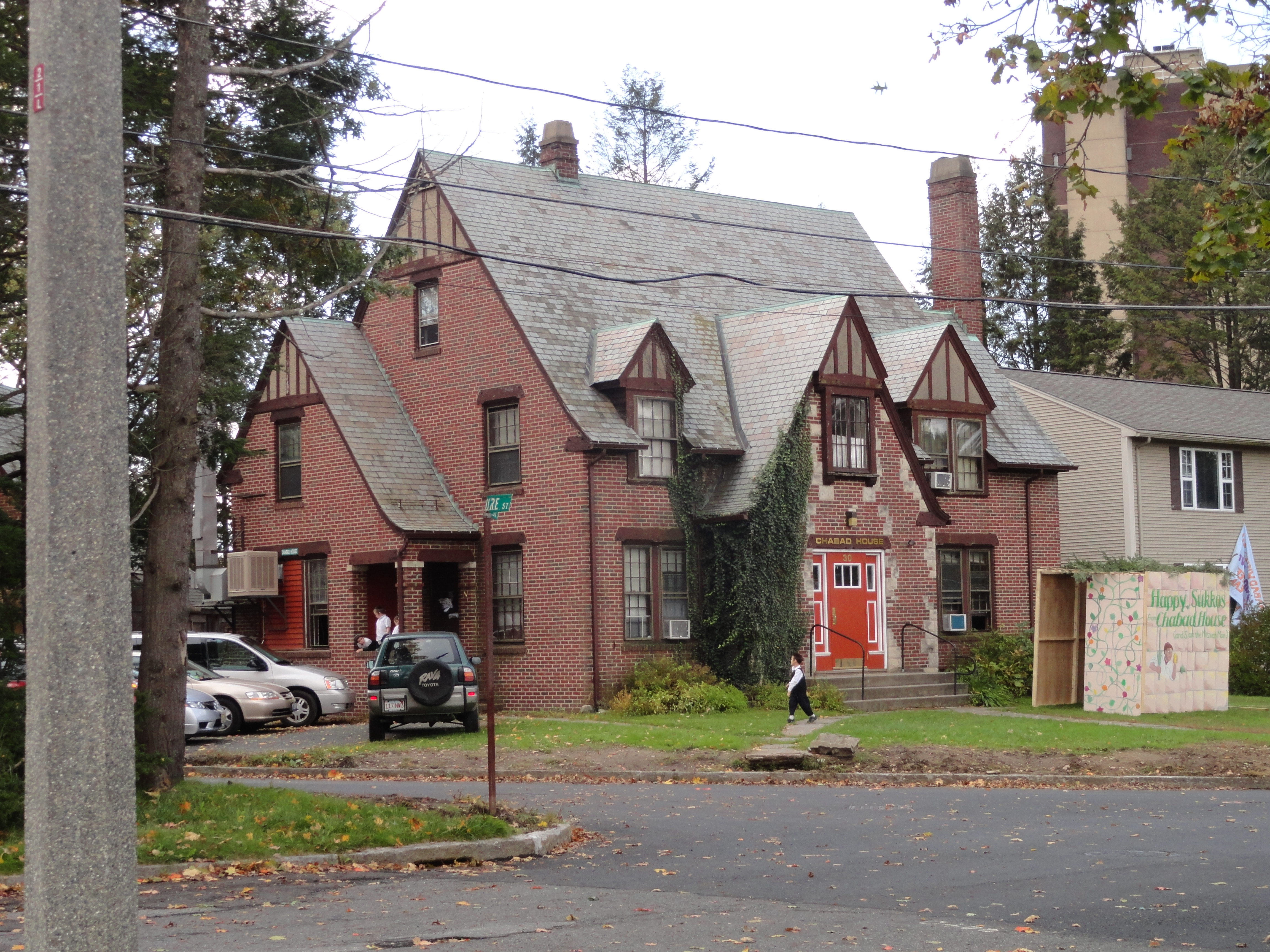
Casa Chabad ad Amherst
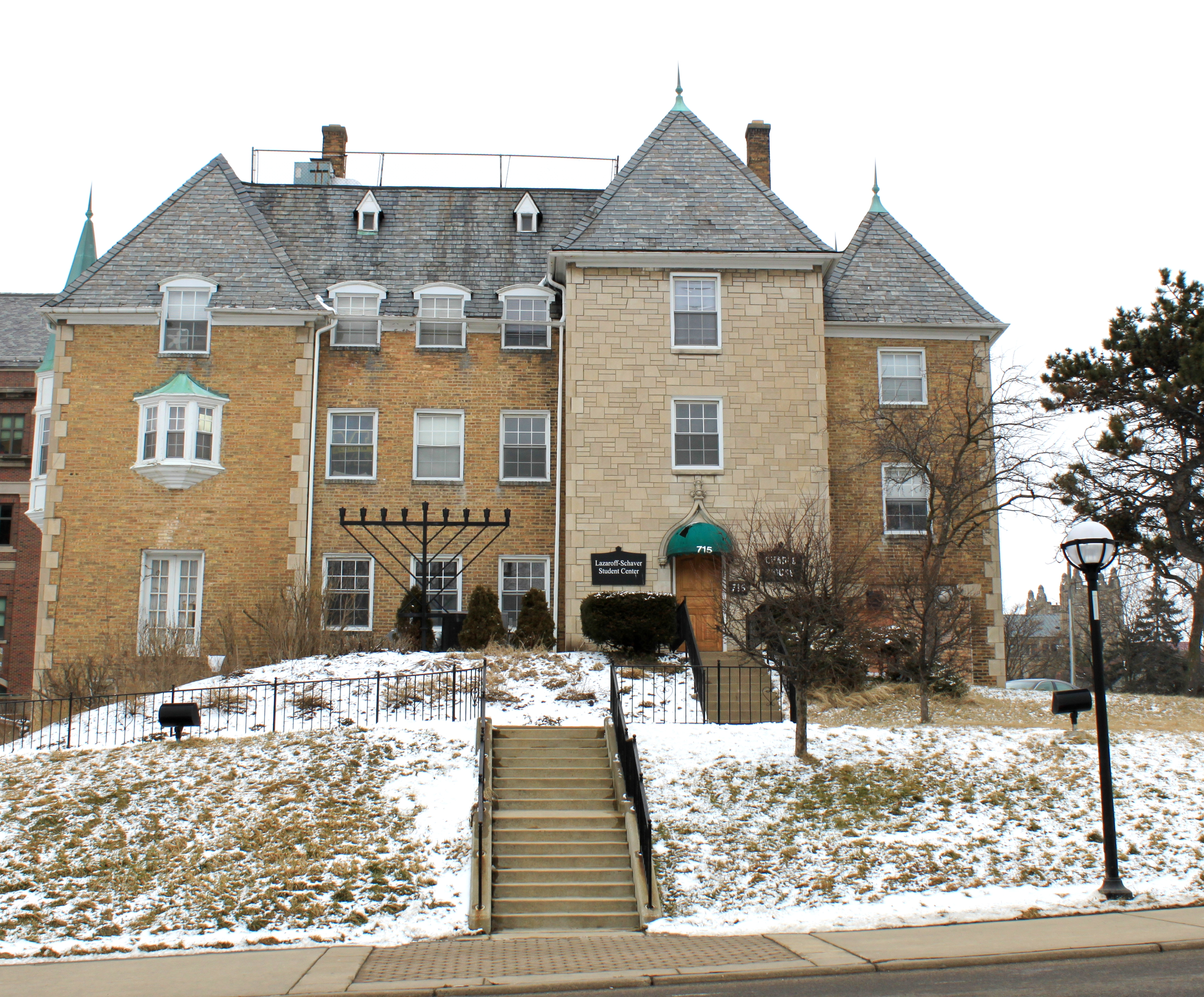
Casa Chabad ad Ann Arbor
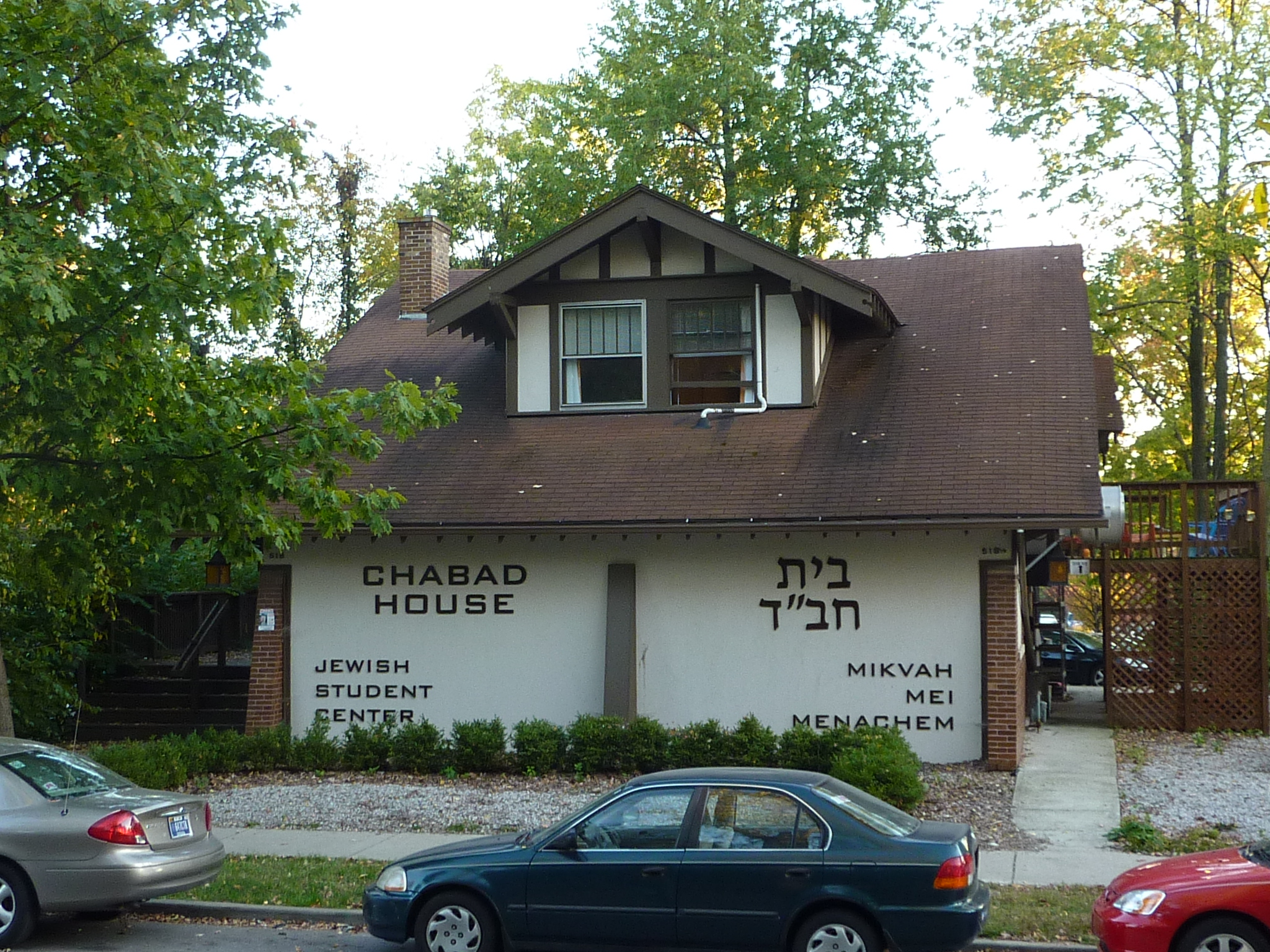
Casa Chabad a Bloomington
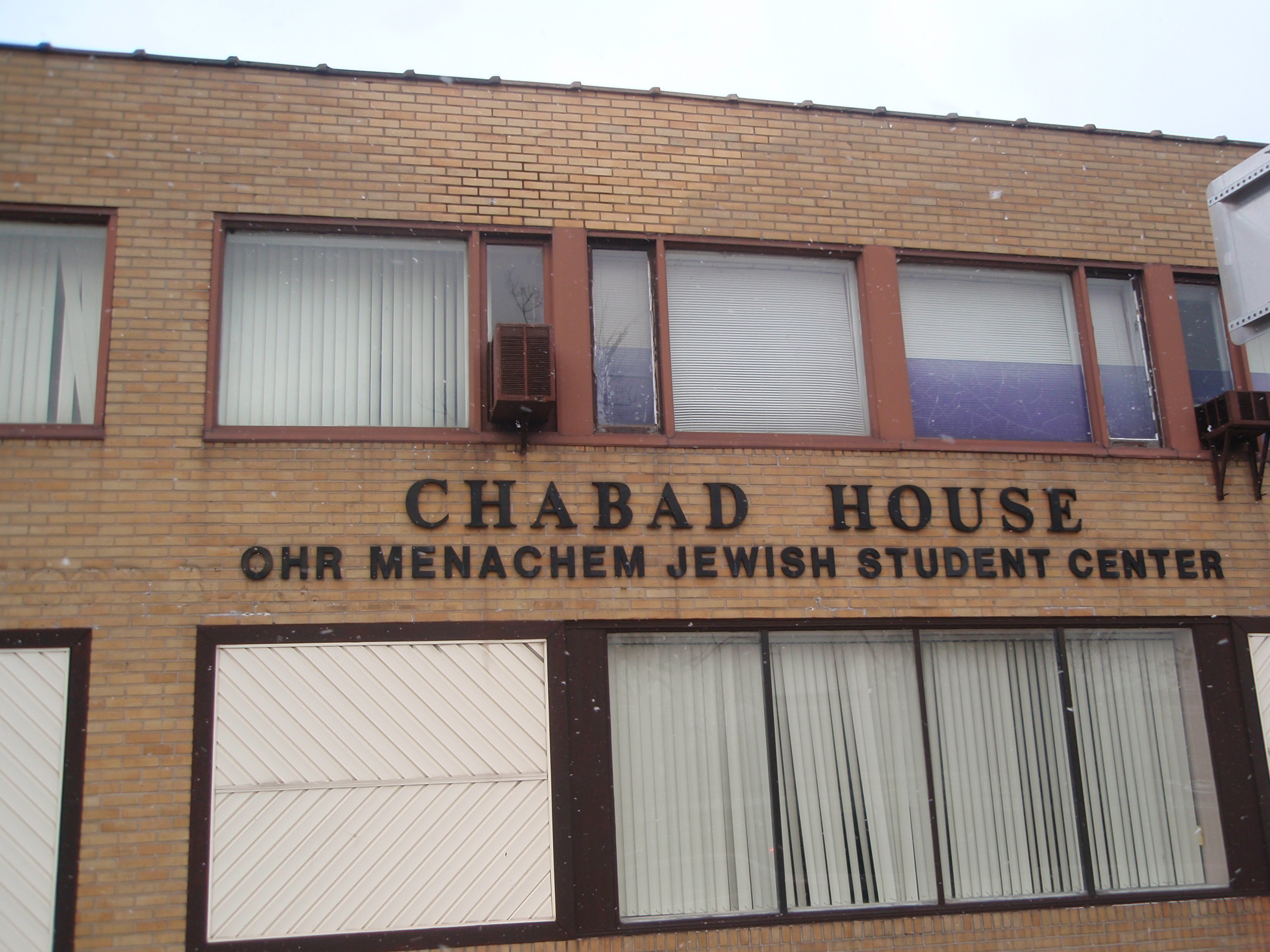
Casa Chabad a Buffalo
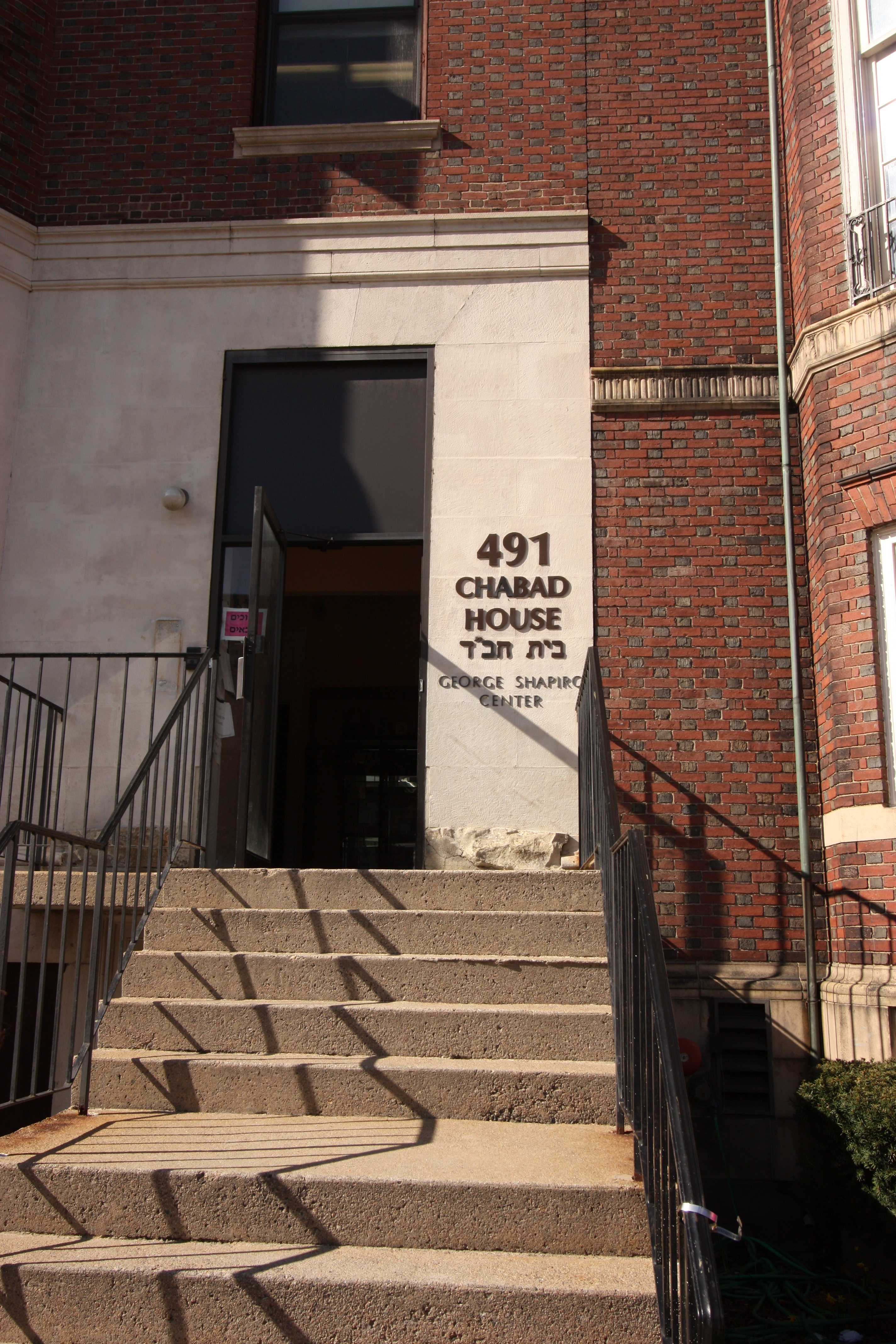
Casa Chabad a Boston
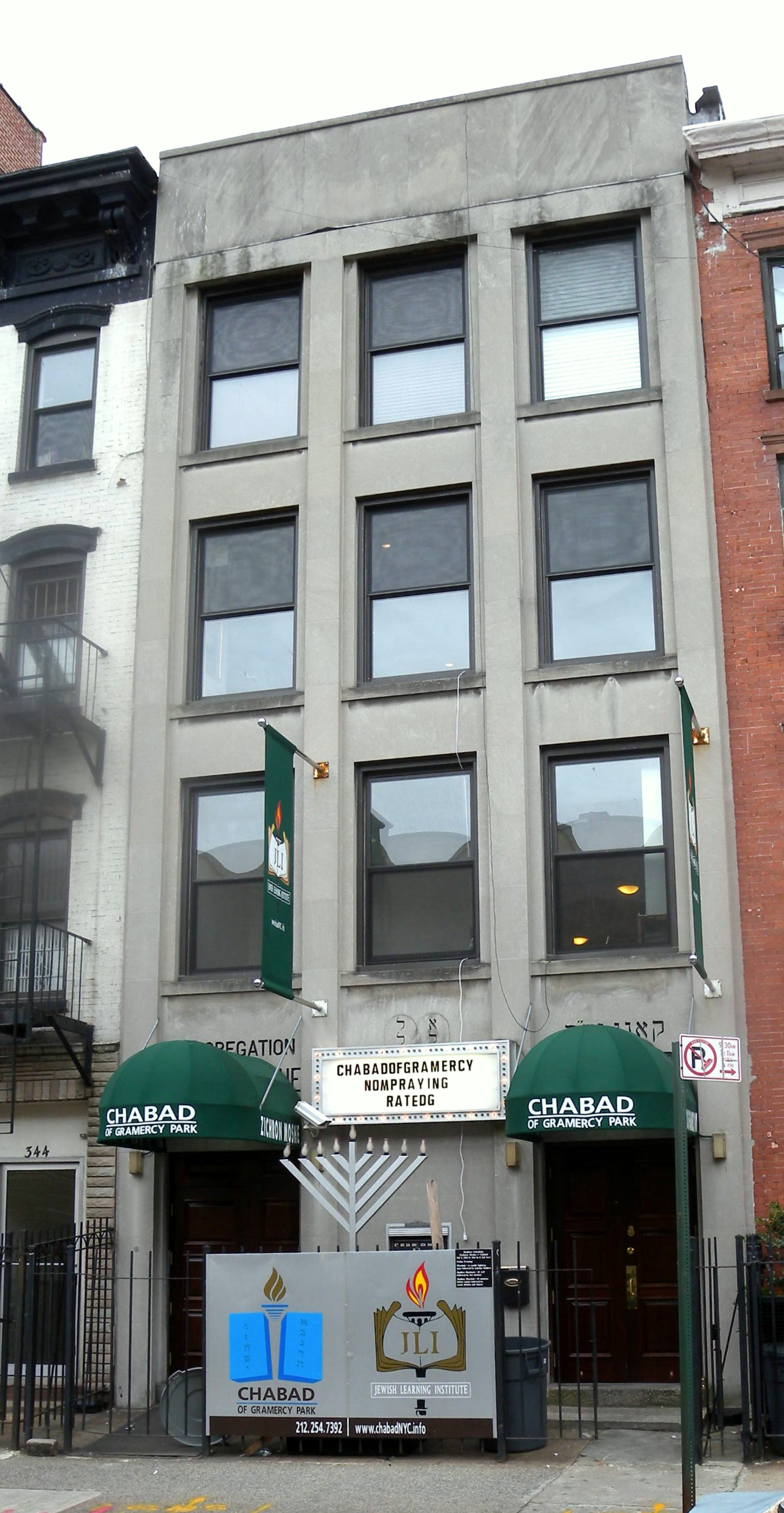
Casa Chabad a Gramercy Park
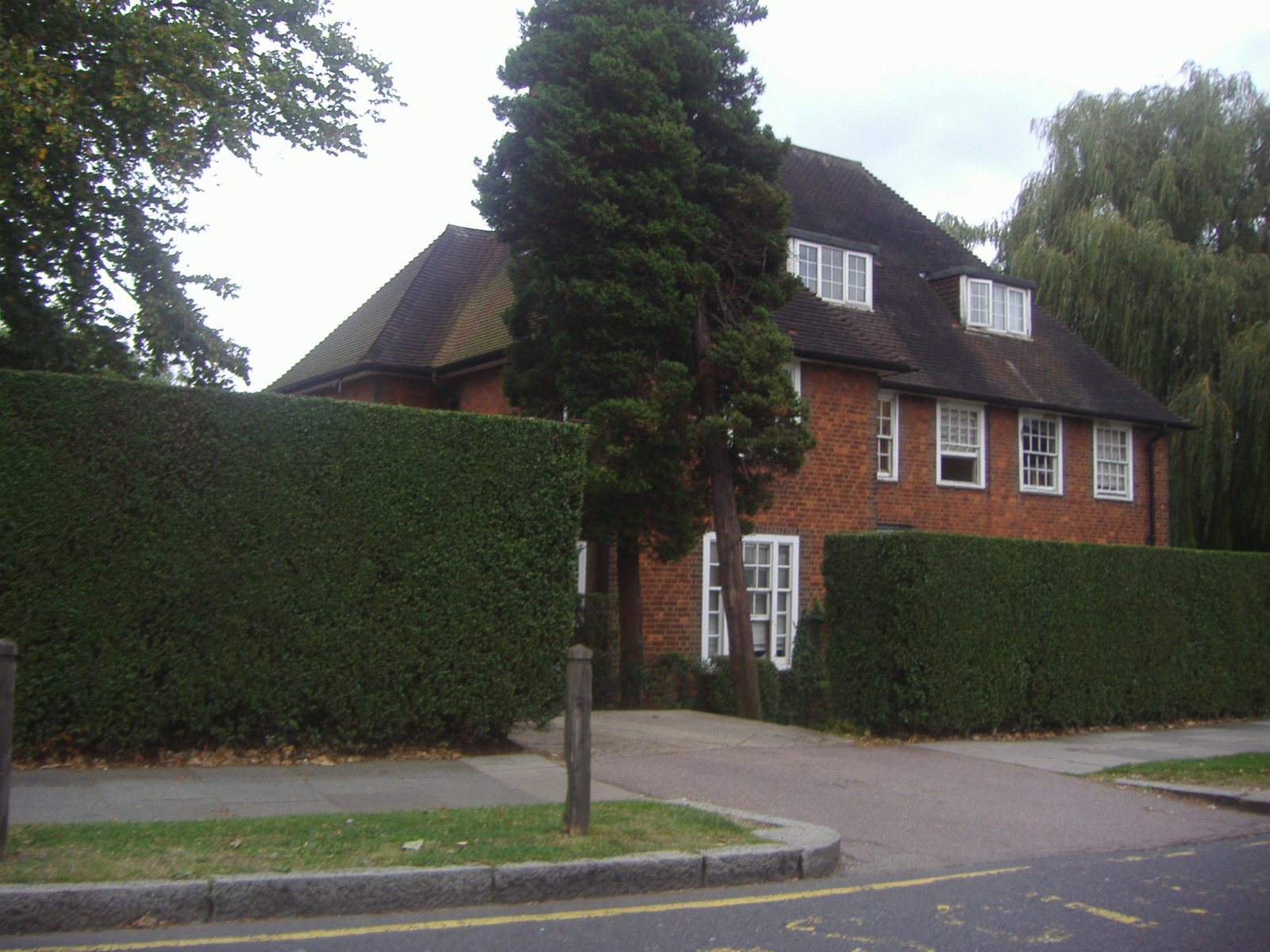
Yeshiva Lubavitch a Kingsley Way, Londra
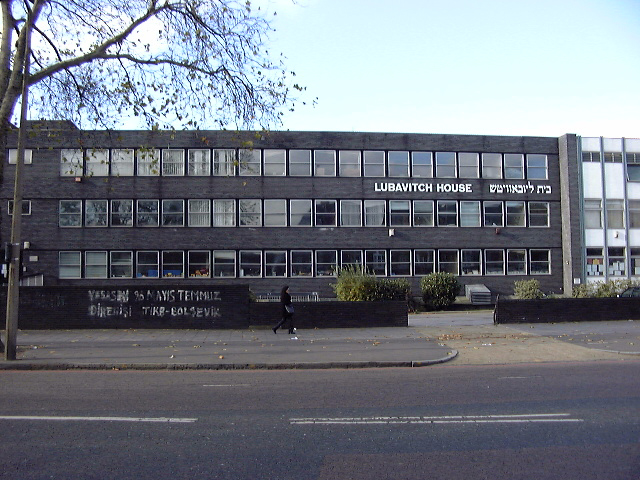
Quartier Generale Chabad a Londra
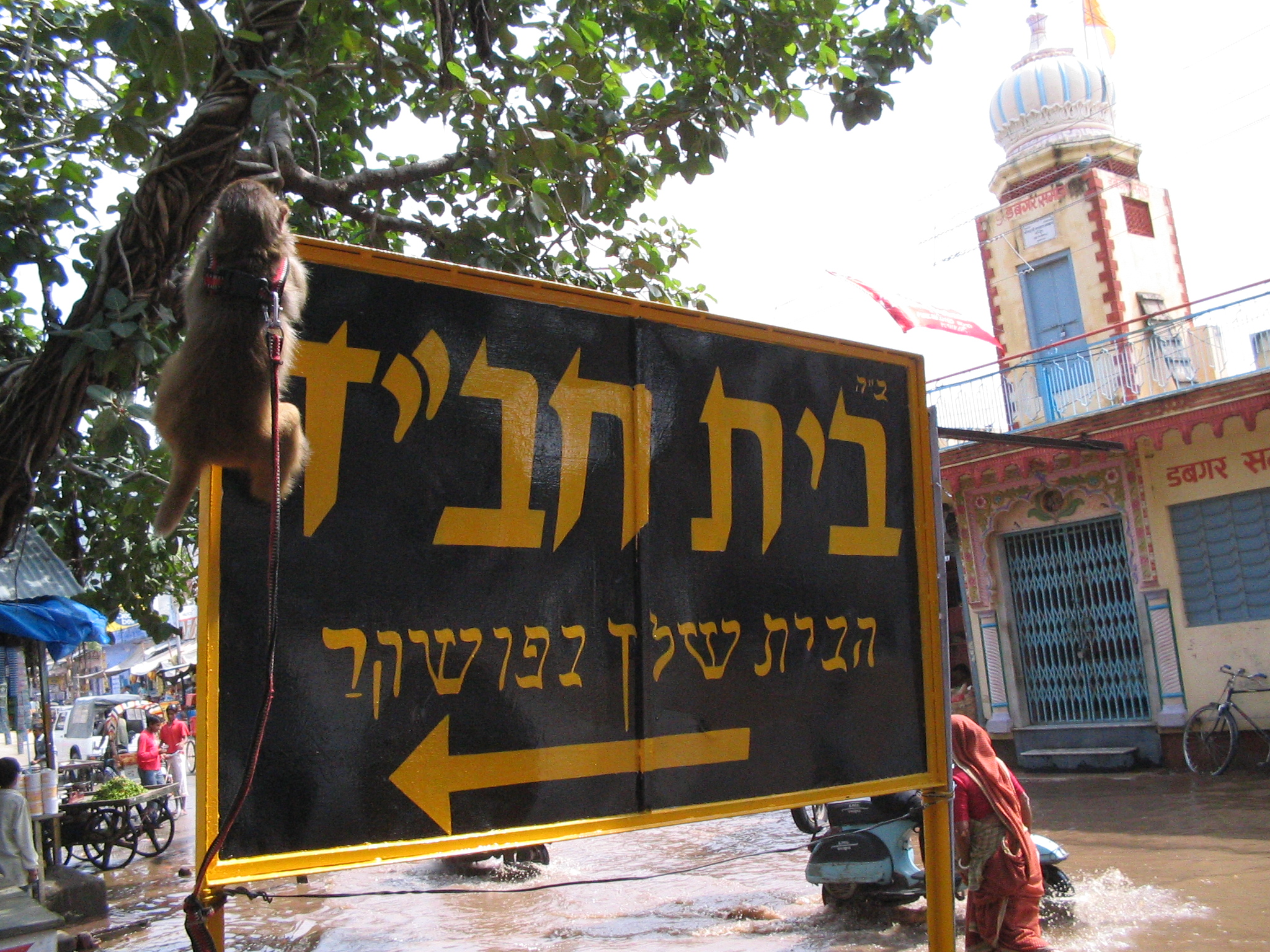
Segnale all'entrata della Casa Chabad a Pushkar, India